# Mygalopsis thielei
Mygalopsis thielei är en insektsart som beskrevs av Bailey, W.J. 1980. Mygalopsis thielei ingår i släktet Mygalopsis och familjen vårtbitare. Inga underarter finns listade i Catalogue of Life.